# Kaare Strøm
Kaare Strøm (født 10. april 1953) er en norsk politolog.
Han modtog sin PhD fra Stanford University i 1984 og er nu professor ved University of California (San Diego). Han har derudover været ved University of Rochester i 1988, Hoover Institution on War, Revolution and Peace fra 1994 til 1995, Rockefeller Center i Bellagio i 2001 og Stanford University fra 2004 til 2005.
Han er medlem af Det Norske Videnskaps-Akademi og Det Kongelige Norske Videnskabers Selskab.
Han er desuden personen bag Kaare Strøms model, der forklarer partiers adfærd.